# Eudoxi Heros
Eudoxi (en llatí Eudoxius, en grec Εύδοξίος) normalment anomenat Eudoxi Heros, va ser un jurista romà d'Orient que va florir poc abans de l'emperador Justinià I.
Podria ser el prefecte del pretori al que anava dirigida la constitució de Teodosi i Valentinià del 427 o Codex Theodosianus i la constitució d'Arcadi i Honori. Podria ser l'avi d'Anatoli de Beirut, professor de lleis a Beirut i un dels compiladors del Digest.
La denominació Heros no era pròpiament un nom, sinó un títol d'excel·lència posat de vegades davant i de vegades darrere del seu nom (ὁ Ἥρως Εὐδοξίος o bé Εὐδόξιος ὁ Ἥρως). Sembla que va ser una expressió utilitzada pels juristes romans d'Orient de després de Justinià com una designació honorífica quan parlaven dels seus avantpassats eminents.
Va escriure sobre les constitucions de l'imperi abans de Justinià i va comentar els codis Hermogenià i Teodosià que després es van refondre en el Codi de Justinià. Taleleu, un jurista professor de dret, considera que Eudoxi era un dels juristes més savis i que les seves opinions havien de prevaldre sobre la d'altres juristes.